# سیارک ۶۵۳۹
سیارک ۶۵۳۹ (به انگلیسی: 6539 Nohavica، نامگذاری:1982QG) شش هزار و پانصد و سی و نهمین سیارک کشف شده‌است که در ۱۹ اوت ۱۹۸۲ کشف شد.
قدر مطلق سیارک برابر ۱۳٫۸۰ است.